# Hyridella menziesi
Hyridella menziesi är en musselart som beskrevs av Gray 1843. Hyridella menziesi ingår i släktet Hyridella och familjen Hyriidae. Inga underarter finns listade i Catalogue of Life.